# Ón-dioxid
Az ón-dioxid (vagy ón(IV)-oxid)  az ón (Sn) és az oxigén (O) közös vegyülete. Az összegképlete SnO2. Az ón-dioxid az ón levegőn való égése után keletkezik. Az ón-dioxid stabil vegyület. Benne az ón oxidációs száma +4. A kassziterit vagy ónkő a természetben megtalálható ón-dioxid ásvány, az ón legfontosabb érce. Fehér színű, szilárd anyag. Ha szennyezett, sárgás színű. Vízben nem oldódik.

## Kémiai tulajdonságai
Amfoter vegyület. A szilícium-dioxidhoz hasonlóan vízben és savakban alig oldódik, de alkáli-hidroxidok feloldják. Tömény sósavban ón(IV)-klorid, tömény kénsavban ón(IV)-szulfát keletkezése közben oldódik. Kálium-hidroxiddal kálium-sztannáttá, az ónsav sójává alakul.
{\displaystyle \mathrm {SnO_{2}+2\ KOH\rightleftharpoons K_{2}SnO_{3}+H_{2}O} }
Magasabb hőmérsékleten hidrogén vagy szén hatására fémónná redukálódik. Kénnel és nátrium-karbonáttal összeömlesztve a tioónsav sója, nátrium-tiosztannát képződik.
{\displaystyle \mathrm {SnO_{2}+2\ Na_{2}CO_{3}+4\ S\rightarrow Na_{2}SnS_{3}+Na_{2}SO_{4}+2\ CO_{2}} }

## Előfordulása
Az ón-dioxid a természetben megtalálható ásványként, kassziterit vagy ónkő néven. A kassziterit az ón legfontosabb érce.  Négyzetes kristályrendszerű kristályokat alkot. Általában az ónkő vasszennyezéseket tartalmaz, emiatt nem színtelen, hanem barna színű.

## Előállítása, felhasználása
Iparilag az ón levegőn való elégetésével állítják elő. Ón-dioxid keletkezik akkor is, ha az ón salétromsavval reagál. Ón(IV)-klorid oldatból ammónium-hidroxid hatására ón(IV)-oxid csapadék válik le.
Vanádium-oxiddal együtt katalizátornak használják aromás vegyületek oxidációjához, karbonsavak és savanhidridek előállítására. A vegyipar kiindulási anyagként használja más vegyületek előállítására. Növeli az üveg ellenállóképességét és tejszerűen homályossá teszi. Ezért tejüveg, kerámiazománc, tűzzománc pigmentjének készítésére használják.